# Кобра плююча індонезійська
Ко́бра плюю́ча індонезі́йська (Naja sputatrix) — отруйна змія з роду Справжні кобри родини Аспідові.

## Опис
Загальна довжина коливається від 1,3 до 2 м. Голова еліптична, широка, трохи відокремлена від шиї. Морда коротка, короткою округла, ніздрі великі. Очі помірного розміру, зіниця кругла. Тулуб стрункий з гладенькою лускою. Має 19—25 рядків спинної луски. Одноколірна — чорна, коричнева або темно-сіра, каптур з черевної сторони світлий. Викидає отруту через маленький отвір в іклах.

## Спосіб життя
Полюбляє вологі та сухі тропічні ліси, фермерські господарства, поселення. Практично усе життя проводить на землі. Активна вночі. Харчується жабами, ящірками, зміями та гризунами.
Це яйцекладна змія. Самиця відкладає від 13 до 36 яєць. Молоді кобри з'являються через 88 днів.

## Отруйність
Отрута має постсиноптичні нейротоксичну, кардіотоксинів. Дуже сильна, проте має повільну дію. Загалом не агресивний характер цієї змії призводить до дуже незначної кількості людських смертей від укусу індонезійської плюючої кобри.

## Розповсюдження
Мешкає на Малайзійському півострові, Великих та Малих Зондських островах, о. Сулавесі (Індонезія).